# Michal Čunderle
Michal Čunderle (* 8. listopadu 1971, Prostějov) je český teatrolog, scenárista a spisovatel knih pro děti.

## Životopis
Vystudoval český jazyk, literaturu a divadelní vědu na Filozofické fakultě Masarykovy univerzity v Brně (1996). Poté vystudoval i autorské herectví na DAMU (2000). Na FF MU si udělal doktorát na teatrologii (2001). V roce 2013 habilitoval.

Působí na DAMU, kde vede Katedru autorské tvorby a pedagogiky.
Jako scenárista spolupracuje s Českou televizí a Českým rozhlasem.

## Dílo

### Knihy
- Bubela. Doslova a do písmene pravé české dobrodružství. Praha 2012.
- Jak byla vosa Marcelka ráda, že je. 2. vyd. Praha 2012.
- Jak Mařenka a Boženka koukaly, aneb, Pohádka mládí. Praha 2011.
- O řeči. Praha 2012.
- Škola ve mlejně. Praha 2011.

### Scenáristická filmografie
- Škola ve mlejně, televizní film. 2007
- O bílé paní, televizní film. 2008
- Vosa Marcelka, televizní seriál (večerníček). 2011
- Honza a beránek, televizní seriál (večerníček). 2020
- O vánoční hvězdě, televizní film. 2020